# Rhizidium varians
Rhizidium varians är en svampart som beskrevs av Karling 1949. Rhizidium varians ingår i släktet Rhizidium och familjen Chytridiaceae.   Inga underarter finns listade i Catalogue of Life.